# Полінкевич Леонід Олександрович
Леоні́д Олекса́ндрович Полінке́вич (19 вересня 1983, смт. Колки, Маневицький район, Волинська область, Українська РСР, СРСР — 22 травня 2014, поблизу смт Ольгинка, Волноваський район, Донецька область, Україна) — майор Збройних сил України. Командир батальйону 51-ї механізованої бригади. Командир підрозділу Збройних сил України, який зазнав нападу проросійських сепаратистів на сили антитерористичної операції неподалік міста Волноваха, яке було першим серйозним бойовим зіткненням української армії з проросійськими сепаратистами на сході України, та призвело до найбільших на той момент бойових втрат Збройних сил України в ході антитерористичної операції.

## Біографія
Народився Леонід Полінкевич 19 вересня 1983 року у селищі Колки. Сім років ходив до музичної школи, грав на акордеоні. З дитинства любив техніку, ремонтував велосипед, а потім разом із батьком — автомобіль, трактор. Ще під час навчання у старших класах Колківської середньої школи обрав професію військового, займався фізичною підготовкою на тренажерах, бігав, здобув призові місця на обласних змаганнях з бігу. По закінченні 11 класів вступив до Харківського інституту танкових військ. 2 вересня 2001 року склав присягу на вірність Українському народу. Після закінчення військового інституту у 2005 році молодший лейтенант Полінкевич був направлений для подальшого проходження служби на інженерну посаду у 51-шу механізовану бригаду, дислоковану у Володимирі-Волинському. Мав у підпорядкуванні кілька людей та чимало старої занедбаної техніки, яку власноруч ремонтував, купуючи запчастини та фарбу за власний кошт. В 24 роки одружився. У 29 отримав звання майора та став командиром 3-го механізованого батальйону. Зі слів підлеглих, був добрим командиром, до нього тягнулись солдати. Підлеглі вважали свого командира справжнім патріотом, адже він вибрав шлях служби в армії, а не чиновника, хоча його батько був державним службовцем — головою селищної ради. Леонід Полінкевич добре знав англійську мову, півроку навчався на курсах перекладачів у Житомирі. Пройшов відбір на навчання у Харківській воєнно-дипломатичній академії.
Зі слів солдатів, Полінкевич єдиний з офіцерів, хто перед відправленням на Донбас повідомив бійців, куди відправляється їх підрозділ. Після прибуття у Волноваський район Леонід Полінкевич не повідомляв рідних про своє перебування, щоб їх даремно не тривожити.
10-й блокпост у районі залізничної станції Велико-Анадоль був складним у багатьох відношеннях, і тому на ньому особисто перебував командир 3-ї батальйонно-тактичної групи майор Леонід Полінкевич. Увечері напередодні трагедії Полінкевич об'їхав на командирському УАЗику блокпости і повернувся на 10-й. Майор планував ужити всі заходи безпеки та віддав наказ двом снайперам заступити у секрети. Інші накази він не встиг віддати: несподівано зі штабу бригади приїхало два старші за Полінкевича за званнями офіцери. Вони, аби не дратувати місцевих, наказали солдатам скласти всю зброю поміж наметами та накрити її плащ-накидками. Незабаром прийшли місцеві мешканці, з якими офіцери і солдати сіли навколо багаття. Майор був проти цих посиденьок, але вдіяти нічого не міг. Разом із водієм він пішов спати до УАЗу, що стояв при дорозі. Зі слів очевидців, хоча українські військовослужбовці пробували налагодити контакт із місцевим населенням, у село солдатів не пустили, і вони вимушені були ночувати просто неба.
Ближче до півночі місцеві мешканці, як по команді, звелись на ноги та пішли. Військові залишились самі та розійшлись по наметах.
Уранці між 4 та 6 годинами 22 травня 2014 року цей блок-пост був атакований проросійськими сепаратистами ДНР із загону Безлера, які під'їхали до позицій української армії під виглядом інкасаторських машин, та почали несподіваний масований обстріл із вогнепальної зброї, у тому числі з кулеметів, ПЗРК. Першими загинули майор Полінкевич із водієм — їх розстріляли сплячими прямо в УАЗі. У результаті обстрілу здетонував боєкомплект однієї із бойових машин, що призвело до збільшення людських втрат внаслідок вибуху.
Готовими до несподіванки виявились лише ті двоє снайперів, яких Полінкевич відправив у секрети. Вистрілявши весь боєкомплект, снайпери відійшли у «зеленку».
У цьому бою Леонід Полінкевич загинув разом із 15 своїми бойовими побратимами. 14 жовтня в госпіталі від поранень помер 17-й боєць, Михайло Рибак.
Залишились батьки Олександр Олексійович і Галина Андріївна, сестра Світлана, дружина Ірина та 5-річна донька Олександра.
28 травня Леоніда Полінкевича поховали у рідному селищі Колки. В останню путь провели бойового офіцера дорогою, по якій бігав ще маленький Льоня в дитинстві.

## Вшанування пам'яті
29 жовтня 2014 року Володимир-Волинська міська рада посмертно нагородила Леоніда Полінкевича почесною відзнакою «За заслуги перед містом Володимир-Волинський». 24 квітня 2015 року Леоніду Полінкевичу разом із іншими загиблими в АТО військовослужбовцями, які були жителями міста Володимира-Волинського, було присвоєне звання «Почесний громадянин міста Володимира-Волинського». 22 квітня 2015 року у Слов'янському парку у Володимирі-Волинському була закладена Алея Слави у пам'ять жителів міста, які загинули на сході України під час проведення антитерористичної операції. Студенти Володимир-Волинського агротехнічного коледжу висадили у парку 8 дубів у пам'ять про загиблих жителів міста — Василя Спасьонова, Віктора Хмелецького, Ігора Упорова, Олександра Максименка, Михайла Ілляшука, Дмитра Головіна, Дмитра Колєснікова та Леоніда Полінкевича.
4 червня 2015 року Указом Президента України разом із іншими бойовими побратимами, що загинули разом зі своїм командиром у бою під Волновахою, за особисту мужність і героїзм, виявлені у захисті державного суверенітету та територіальної цілісності України, нагороджений медаллю «Захиснику Вітчизни».
19 вересня 2014 року, в день народження загиблого героя, у Колківській ЗОШ встановлено пам'ятну дошку на честь Леоніда Полінкевича, який був випускником школи.
Володимир-Волинська міська рада 9 вересня 2015 року ухвалила рішення про присвоєння імені Леоніда Полінкевича новозбудованій вулиці у місті в районі вулиць Антіна Лотоцького та Володимира Великого.